# Takeichi Nishi
Takeichi Nishi –en japonés, 西 竹一, Nishi Takeichi– (Azabu, 12 de julio de 1902-Iwo Jima, 22 de marzo de 1945) fue un jinete japonés que compitió en la modalidad de salto ecuestre.
Participó en dos Juegos Olímpicos de Verano en los años 1932 y 1936, obteniendo una medalla de oro en Los Ángeles 1932 en la prueba individual.

## Palmarés internacional
| Juegos Olímpicos | Juegos Olímpicos             | Juegos Olímpicos | Juegos Olímpicos |
| Año              | Lugar                        | Medalla          | Categoría        |
| ---------------- | ---------------------------- | ---------------- | ---------------- |
| 1932             | Los Ángeles (Estados Unidos) | Medalla de oro   | Individual       |